# بين إيمرسون
بين إيمرسون (بالإنجليزية: Ben Emmerson)‏ هو محام بالقضاء العالي بريطاني، ولد في 30 أغسطس 1963 في كنت في المملكة المتحدة.

## وصلات خارجية
- بين إيمرسون على موقع IMDb (الإنجليزية)